# 多裂南星
多裂南星（学名：Arisaema multisectum）是天南星科天南星属的植物，为中国的特有植物。分布于中国大陆的四川、陕西、湖北等地，生长于海拔800米至1,800米的地区，多生在山坡林中，目前尚未由人工引种栽培。